# Fortuna liga 2017/2018
Fortuna liga 2017/2018 byla 25. ročníkem nejvyšší slovenské fotbalové soutěže pojmenované Fortuna liga podle sponzora – sázkové kanceláře Fortuna. Účastnilo se 12 týmů. Vítězem slovenské druhé ligy sezóny 2016/2017 se stal FC VSS Košice, nicméně kvůli finančním problémům zkrachoval. TJ Spartak Myjava, jenž odhlásil A-tým z Fortuna ligy v prosinci 2016, tak nahradil ve Fortuna lize druhý tým slovenské druhé ligy FC Nitra.
Mistrovský titul ze sezóny 2016/2017 obhajoval klub MŠK Žilina. 

## Tabulka
| Poř. | Tým                      | Z  | V  | R  | P  | VG | OG | B  |
| ---- | ------------------------ | -- | -- | -- | -- | -- | -- | -- |
| 1.   | FC Spartak Trnava        | 32 | 20 | 4  | 8  | 41 | 28 | 64 |
| 2.   | ŠK Slovan Bratislava     | 32 | 17 | 8  | 7  | 58 | 37 | 59 |
| 3.   | DAC Dunajská Streda      | 32 | 16 | 9  | 7  | 46 | 32 | 57 |
| 4.   | MŠK Žilina               | 32 | 17 | 2  | 13 | 63 | 51 | 53 |
| 5.   | AS Trenčín               | 32 | 15 | 6  | 11 | 75 | 47 | 51 |
| 6.   | MFK Ružomberok           | 32 | 10 | 10 | 12 | 36 | 39 | 40 |
| 7.   | Nitra                    | 32 | 11 | 12 | 9  | 33 | 29 | 45 |
| 8.   | FK Železiarne Podbrezová | 32 | 11 | 8  | 13 | 35 | 34 | 41 |
| 9.   | FC ViOn Zlaté Moravce    | 32 | 8  | 7  | 17 | 39 | 52 | 31 |
| 10.  | FK Senica                | 32 | 6  | 8  | 18 | 29 | 58 | 26 |
| 11.  | MFK Zemplín Michalovce   | 32 | 11 | 8  | 13 | 35 | 34 | 41 |
| 12.  | 1. FC Tatran Prešov      | 32 | 5  | 11 | 16 | 22 | 56 | 26 |

Poznámky:
- Z = Odehrané zápasy; V = Vítězství; R = Remízy; P = Prohry; VG = Vstřelené góly; OG = Obdržené góly; B = Body

Legenda:
|  | druhé předkolo Ligy mistrů UEFA 2018/2019 |
|  | první předkolo Evropské ligy 2018/2019    |
|  | Sestup do 2. slovenské ligy               |